# Випадок у готелі «Ніл Гілтон»
«Випадок у готелі «Ніл Гілтон»» (англ. The Nile Hilton Incident) — копродукційний кримінальний трилер Швеції, Данії та Німеччини 2017 року, поставлений режисером Тариком Салехом. Світова прем'єра фільму відбулася 21 січня 2017 року на кінофестивалі «Санденс», де він брав участь у міжнародній конкурсній програмі та здобув Гран-прі журі.

## Сюжет
Каїр, січень 2011 року. Незадовго до революції в своєму готельному номері була вбита співачка. Поліцейський Нуреддін Мостафа береться за розслідування і дуже швидко до кола підозрюваних, що причетні до вбивства, потрапляє могутній парламентарій і підприємець, близький до влади президента Мубарака. Єдиним свідком убивства є Салва, суданка-покоївка. Керівництво Нуреддіна хоче закрити справу швидко, класифікувавши її як самогубство, але він не готовий поховати справу так легко...

## У ролях
| • Фарес Фарес     | … | командир поліції Нуреддін Мостафа |
| • Марі Малек      | … | Салва                             |
| • Яссер Алі Махер | … | генерал поліції Камаль Мостафа    |
| • Ахмед Селім     | … | Хатем Шафік                       |
| • Ханія Амар      | … | Джина                             |
| • Мохамед Юсрі    | … | Момо                              |
| • Сліман Дазі     | … | людина з зеленими очима (кілер)   |
| • Хайсем Якубі    | … | Нагуї                             |
| • Гер Дуені       | … | Клінтон                           |

## Знімальна група
- Автор сценарію — Тарик Салех
- Режисер-постановник — Тарик Салех
- Продюсер — Крістіна Аберг
- Виконавчі продюсери — Фарес Фарес, Джон Віґфілд, Еміль Віклонд
- Асоційовані продюсери — Шарлотта Мост, Лінда Мутаві
- Співпродюсери — Карім Деббаг, Моніка Хелльстрем, Марсель Ленц, Гвідо Шваб, Сіньє Бірдж Серенсен
- Оператор — П'єр Айм
- Композитор — Кристер Ліндер
- Монтаж — Тейс Шмідт
- Художник-постановник — Роджер Розенберг
- Художник з костюмів — Луїза Ніссен
- Артдиректор — Євгеній Норлін

## Нагороди та номінації
| Список нагород та номінацій                             | Список нагород та номінацій | Список нагород та номінацій                 | Список нагород та номінацій   | Список нагород та номінацій | Список нагород та номінацій |
| Кінофестиваль/Кінопремія                                | Рік                         | Категорія                                   | Номінант(и)                   | Результат                   | Дж                          |
| ------------------------------------------------------- | --------------------------- | ------------------------------------------- | ----------------------------- | --------------------------- | --------------------------- |
| Кінофестиваль «Санденс»                                 | 2017                        | Гран-прі журі                               | Випадок у готелі «Ніл Гілтон» | Перемога                    |                             |
| Міжнародний фестиваль фільмів-трилерів у Боні (Франція) | 2017                        | Гран-прі                                    | Випадок у готелі «Ніл Гілтон» | Перемога                    |                             |
| Міжнародний кінофестиваль у Вальядоліді                 | 2017                        | «Золотий колос» за найкращий фільм          | Випадок у готелі «Ніл Гілтон» | Перемога                    |                             |
| Міжнародний кінофестиваль у Вальядоліді                 | 2017                        | Найкращий режисер                           | Тарик Салех                   | Перемога                    |                             |
| Міжнародний кінофестиваль у Вальядоліді                 | 2017                        | Найкращий сценарій                          | Тарик Салех                   | Перемога                    |                             |
| Міжнародний кінофестиваль у Сіетлі                      | 2017                        | «Золота космічна голка» найкращому акторові | Фарес Фарес                   | Номінація                   |                             |
| Премія «Золотий жук»                                    | 2017                        | Найкращий фільм                             | Випадок у готелі «Ніл Гілтон» | Перемога                    |                             |
| Премія «Золотий жук»                                    | 2017                        | Найкраща режисура                           | Тарик Салех                   | Номінація                   |                             |
| Премія «Золотий жук»                                    | 2017                        | Найкращий актор                             | Фарес Фарес                   | Перемога                    |                             |
| Премія «Золотий жук»                                    | 2017                        | Найкращий актор другого плану               | Яссер Алі Махер               | Номінація                   |                             |
| Премія «Золотий жук»                                    | 2017                        | Найкраще художнє оформлення фільму          | Роджер Розенберг              | Перемога                    |                             |
| Премія «Золотий жук»                                    | 2017                        | Найкращий дизайн костюмів                   | Луїза Ніссен                  | Перемога                    |                             |
| Премія «Золотий жук»                                    | 2017                        | Найкращий звук                              | Фредрік Йонсатер              | Перемога                    |                             |
| Премія «Золотий жук»                                    | 2017                        | Найкращий грим                              | Доротея Відерманн             | Номінація                   |                             |
| Премія «Сезар»                                          | 2.03.2018                   | Найкращий фільм іноземною мовою             | Випадок у готелі «Ніл Гілтон» | Номінація                   | [ 7 ]                       |